# Apologia di Socrate
(Socrate in Platone, Apologia di Socrate; II capitolo 19,5.)
L'Apologia di Socrate è un testo scritto in giovane età da Platone. Elaborato tra il 399 e il 388 a.C., è la più credibile fonte di informazioni sul processo a Socrate, oltre a quella in cui la figura del vecchio filosofo è probabilmente meno rimaneggiata dall'autore. Socrate infatti non scrisse mai nulla: tutto quel che sappiamo sul suo conto lo dobbiamo a Senofonte, Platone, al commediografo Aristofane e in parte ad Aristotele, che non lo conobbe direttamente.

## Platone e Socrate
Per via dell'uso di Socrate come personaggio letterario nei propri dialoghi, diventa a volte difficile capire dove finisca il Socrate storico e dove invece Platone si stia servendo della figura del filosofo per esprimere le proprie teorie. 
Tuttavia con l'Apologia questo non accade, in quanto opera giovanile (scritta cioè ancora sotto l'influenza del maestro) e in quanto resoconto di un processo reale: se fosse stato rimaneggiato, sarebbe potuto costare a Platone l'accusa di calunnia. L'Apologia è inoltre uno scritto platonico particolare: come gli altri, è in forma di dialogo tra due o più persone (sia Platone che Socrate, infatti, diffidavano della scrittura e sostenevano che la filosofia fosse un'arte orale; pertanto, di fronte alla necessità di dover scrivere, Platone lo farà principalmente in forma di dialogo tra due o più persone). L'apologia è però il resoconto di un processo: Socrate non poteva dialogare, in un tribunale di Atene: egli doveva presentare un'arringa per difendersi dalle accuse di corrompere i giovani, non riconoscere gli dèi della città e di introdurne di nuovi. La particolarità dei dialoghi presenti nell'Apologia è proprio in questo: per mantenere una parvenza di dialogo, Socrate inventerà "interlocutori fittizi".

## Trama
L'Apologia platonica è eco, probabilmente fedele, dell'autodifesa che Socrate pronunciò al cospetto dei giudici ateniesi. Nel 399 a.C., all'indomani della restaurazione della democrazia dopo la parentesi dei Trenta Tiranni, il filosofo ateniese, tacciato di empietà e corruzione dei giovani, viene citato in giudizio da tre democratici: Meleto, Anito e Licone. Nonostante l'accusa avesse scarsa consistenza, Socrate fu riconosciuto dai giudici colpevole e fu condannato a morte.

### L'esordio di Socrate
Il testo inizia con la prima difesa di Socrate, presumibilmente verificatasi appena dopo l'arringa accusatoria di Meleto. Pessimo poeta, Meleto era il presentatore legale dell'accusa, spinto da Anito (cuoiaio e uomo politico di fede democratica e ricco mercante) assieme a Licone, oratore e astuto demagogo. Socrate qui fa sfoggio della sua famosa ironia, dichiarando di essere rimasto stupefatto dall'ars oratoria dell'accusa, al punto da non credere quasi più alla propria innocenza, sebbene sappia che essi non abbiano detto nulla di vero. Lo colpisce particolarmente che l'accusa lo abbia dipinto come un ottimo oratore, ed abbia avvertito i giudici di non lasciarsi trarre in inganno: è la base di partenza da cui Socrate si lancerà in una captatio benevolentiae e in una violentissima accusa al tempo stesso. Ripetendo di parlare alla buona perché conosce poco le logiche del tribunale (ribadisce quindi implicitamente di essere un cittadino responsabile, dato che non è mai stato chiamato a giudizio) e di non saper dire altro che la verità, punterà gli occhi dei giudici sulle proprie doti e allo stesso tempo criticherà i sofisti, cui paragona Meleto.

### La difesa dalle accuse antiche
Lascerà comunque da parte le accuse a lui indirizzate, ben consapevole della loro natura essenzialmente giuridica: esse erano solo il paravento legale dietro cui si nascondevano altre accuse, ben radicate nella mente degli ateniesi (essendovi state inculcate sin da quando essi erano fanciulli); cioè accuse antiche, ben rappresentate da quel Le nuvole di Aristofane in cui si dipinge Socrate come "uomo sapiente, che specula su le cose celesti, che investiga i segreti di sotterra, che le ragioni deboli fa apparire più forti e questo va insegnando" [18B]. Socrate ovviamente non potrà portare in tribunale chiunque abbia diffuso queste credenze, pertanto si limiterà all'uso di ombre, interlocutori immaginari – Socrate non è infatti in grado di parlare come un sofista, egli necessita di un interlocutore per costruire il logos o discorso oltre al tempo, poiché alla verità si arriva (se vi si arriva) solo dopo lunga ricerca. – Egli le contesta perché sa che è da queste che nascono le accuse di empietà: chi investiga su cose di tal genere è considerato come un uomo che vuole intromettersi negli affari divini (come successo ad Anassagora, costretto all'esilio perché predicava che gli astri fossero pietre e non dei). Gli sarà semplice: lui non sa nulla di queste cose scientifiche (se non erro è questo l'argomento) nessuno lo ha mai effettivamente sentito parlarne (ammetterà di essersi interessato a queste cose (Fedone, 96A) ma di esservisi staccato in quanto non gli davano la sapienza necessaria); per l'accusa di insegnarle, se non bastasse quanto detto, c'è la consueta professione d'ignoranza da parte di Socrate: come può egli insegnare se non sa nulla? Questo gli darà l'occasione di lanciarsi in un altro attacco contro i sofisti, rei di farsi pagare per le proprie lezioni. Secondo Socrate essi non possiedono la sapienza, e se la possedessero sarebbe disdicevole farsi pagare per condividerla. Socrate pensa che queste accuse gli siano state rivolte perché possessore di un tipo di sapienza diversa, una anthropine sophia (sapienza umana).
Cita il celeberrimo episodio del suo amico Cherefonte, il quale domandò all'oracolo di Delfi se vi fosse qualcuno più sapiente di Socrate; la risposta dell'oracolo fu "nessuno è più sapiente di Socrate". Il filosofo, che sapeva che il dio non mente, sapendo però di non sapere, non poté credere a quella risposta: cercò qualcuno che fosse più sapiente di lui, recandosi dai politici con fama di sapienti ed interrogandoli, per poi scoprire che essi in verità non sapevano nulla di quel che dicevano di sapere. Pur rendendosi conto di attirarsi l'odio di coloro di cui confutava la sapienza, Socrate passò poi all'esame dei poeti e degli artigiani (termine che nell'Attica valeva per chiunque produceva un oggetto con la propria conoscenza, pittori come fabbri). Egli scoprì che i primi non sapevano neanche di cosa stessero poetando, mentre i secondi per la loro conoscenza della propria tecnica si ritenevano sapienti in molti altri campi. Da questa ricerca nacquero le inimicizie verso Socrate e la sua fama di uomo sapiente: chiunque vedeva esposta la propria ignoranza pensava che Socrate sapesse. Il filosofo capì quindi che l'oracolo aveva parlato in forma di enigma: Socrate è sapiente perché è il solo essere umano a sapere di non sapere, a differenza degli altri: la vera sapienza è puramente divina, e all'uomo non è dato raggiungerla. Anche l'accusa di insegnare ai giovani a far vincere il discorso peggiore gli deriva dai suoi esami: i giovani più ricchi avevano piacere di vedere Socrate mettere a nudo l'ignoranza della gente, e provavano anche in sua assenza a far lo stesso. Meleto, Anito e Licone rappresentano dunque la voglia di rivalsa delle categorie umiliate da Socrate: poeti, politici e oratori.

### La difesa dalle accuse recenti
Chiarito questo punto, Socrate passa all'esame delle accuse recenti: egli è definito reo di corrompere i giovani; di non riconoscere gli dèi della città e di introdurne di nuovi. Chiamerà direttamente Meleto a rendere conto delle accuse, e gli verrà facile dimostrare come esse fossero strumentali; costui infatti non si è mai occupato realmente della cura dei giovani e dimostra facilmente la sua ignoranza in materia: secondo lui tutti i cittadini ateniesi si curano dei giovani nel giusto modo tranne Socrate, che invece li travia. A Socrate basteranno poche battute per farlo cadere in contraddizione, facendogli ammettere come sia impossibile che la maggioranza delle persone abbia scienza di cosa sia giusto fare e di cosa non fare (tema ricorrente del corpus platonicum). Meleto ammette anche che le persone accettano di stare solo con chi apporta loro dei beni, e rifuggono da chi apporta mali. Pertanto, o Socrate non può insegnare il male – poiché nessuno starebbe con lui – o, se lo fa, lo fa in modo inconsapevole, poiché altrimenti saprebbe che insegnandolo si ritroverebbe ben presto solo. E secondo le leggi ateniesi, chi sbaglia senza saperlo non va processato ma istruito. L'impietosa distruzione della figura di Meleto continua nella confutazione dell'accusa di non credere agli dèi e di professarne di nuovi (nella fattispecie il daimon socratico): Meleto, incalzato da Socrate, reputa quest'ultimo un ateo, seguace delle dottrine di Anassagora; Socrate gli fa notare come sia impossibile non credere agli dèi ma professarne alcuni, pertanto Meleto sta contraddicendo la propria accusa. Da qui, Socrate dovrà solo provare di credere in un dio della città e reputarne il suo daimon figlio, sebbene non lo dica mai – e vi riesce per analogie: non possono esistere cose attinenti ai cavalli senza cavalli, né sonate di flauto senza suonatori di flauto: allo stesso modo non possono esistere nuovi dèi se non originati dagli dèi, sia pure come figli impuri.

### Difesa finale e verdetto

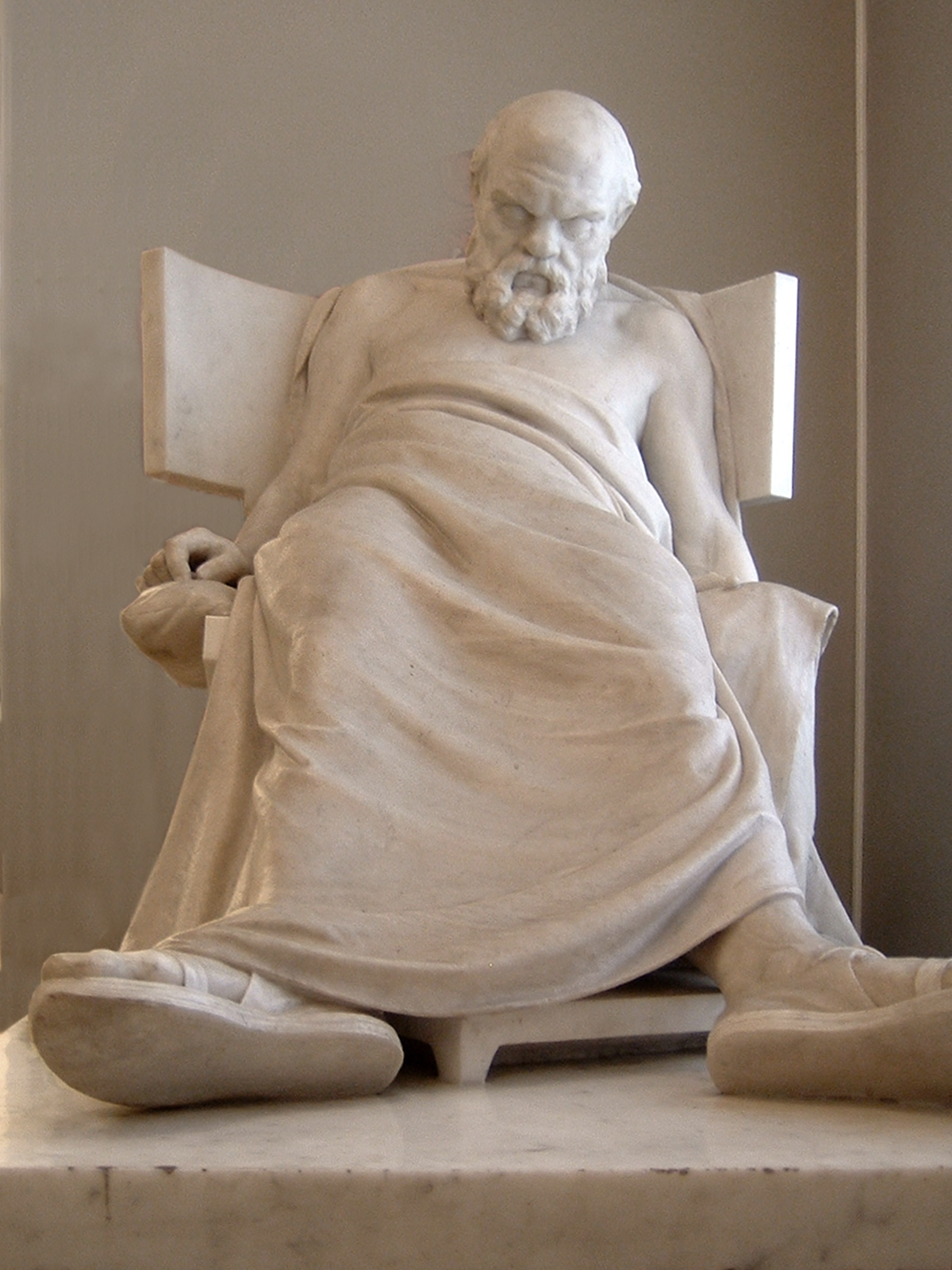
«Un sonno senza sogni» (Platone, Apologia di Socrate)

Socrate ribadisce infine che, se sarà condannato, sarà solo per l'odio fomentato dalle antiche accuse. Ma ciò non lo scalfisce: egli non ragiona in termini di vita o di morte, teme solo di non vivere nel giusto; se non fosse questa la giusta condotta di vita, andrebbero biasimati tutti coloro che persero la vita in battaglia pur di aiutare il compagno in difficoltà, o lo stesso Achille dell'Iliade (questo paradosso ricorre anche nell'Alcibiade, 115B); inoltre, Socrate sottolinea l'incoerenza in cui sprofonderebbe, lui che rimase al proprio posto nelle battaglie (ovvia captatio benevolentiae; una descrizione più approfondita del comportamento di Socrate in guerra si trova nel Simposio 219) e non dovrebbe rimanervi ora che ad ordinargli di vivere filosofando è il dio Apollo. In aggiunta, egli non teme la morte perché sa di non sapere: sarebbe una contraddizione temerla, poiché si può temere solo qualcosa che si sa essere un male (la natura della morte sarà poi il tema centrale del Fedone). La sola cosa che Socrate sa è che non si deve vivere nell'ingiustizia, sia verso l'uomo che verso il dio: se fosse rilasciato a patto di non esercitare più la "filosofia", egli non potrebbe accettare, in quanto starebbe contravvenendo agli ordini divini e non si starebbe prendendo cura degli ateniesi che ama, lasciandoli in balia di sé stessi:
(29D)
Egli non per altro filosofa, per l'amore che nutre per gli ateniesi e per il compito assegnatogli dal dio, quello di risvegliarli; è un tafano messo al fianco di un cavallo nobile affinché non impigrisca, prova ne sia che egli per dedicarsi completamente a quest'obbligo si è ridotto in povertà. Afferma che il suo daimon gli impedisce di compiere il male, e ricorda la sua condotta: egli ha sempre cercato di vivere nella giustizia, anche se questo gli comportava il rischio di morte. Quando fece parte del consiglio fu il solo a votare contro il processo dei comandanti che non raccolsero i naufraghi dopo la battaglia delle Arginuse, non perché li reputasse innocenti, quanto perché processarli in blocco era contro la legge; e altrettanto fece quando gli fu dato ordine dal governo dei trenta tiranni di uccidere Leonte di Salamina; egli si rifiutò, certo della sua condanna a morte, che non sopravvenne solo perché il regime fu rovesciato.
Ripete di non poter corrompere i giovani semplicemente perché non ha nulla da insegnare loro; egli non è un maestro né chiede denari: pertanto, se qualcuno (come Crizia e Alcibiade) diventa maligno, egli non può averne colpa; a riprova di questo vi sia che nessuno dei suoi seguaci si sia mai rivolto a un tribunale contro di lui, e se questo non fosse accaduto perché egli era ormai corrotto, nessuno dei suoi amici o parenti ha mai pensato che Socrate stesse corrompendo. Socrate ricorda ai giudici che egli avrebbe potuto far ricorso alle suppliche, alle proprie come a quelle dei suoi figli e della moglie Santippe: in questo modo vuole riproporsi come uomo determinato a fare il giusto, come spinto dalla verità e come rispettoso delle leggi: se supplicasse la grazia, e gli venisse accordata, farebbe infrangere ai giudici il giuramento di giudicare secondo legge. Con queste ultime considerazioni, si va al verdetto.
Sono 500 i votanti, egli viene trovato colpevole per soli 30 voti: 220 a favore, 280 contro; se solo 30 persone in più fossero state persuase, si sarebbe risolto in un 250 a 250 e secondo la legge di quel tempo non vi sarebbe stata nessuna pena.
Quando gli fu offerto aiuto dai suoi amici, per scappare e salvarsi da tutti i capi di accusa che gravavano su di lui, egli rispose:
Così egli era cresciuto, e con queste regole aveva educato i suoi figli.

### La proposta di pena
Ironicamente Socrate sottolinea come Meleto, se avesse presentato l'accusa insieme ad Anito e Licone anziché farsi appoggiare esternamente, forse avrebbe dovuto pagare una multa di mille dracme (giacché era previsto che se l'accusatore non avesse raggiunto almeno un quinto dei voti avrebbe dovuto pagare tale cifra, per scoraggiare la pratica di trascinare in tribunale per futili motivi; un quinto di 500 è, ovviamente, 100. Dividendo per tre 280 voti, ci si attesta a 93 voti per due e 94 per uno). Secondo le leggi del tribunale ateniese, tanto il processato quanto l'accusa dovevano proporre una pena, e metterla al voto. Ma come può Socrate proporre una pena per sé, cioè per chi sa non aver commesso reato? Infiamma il tribunale chiedendo come pena di essere mantenuto a spese dello stato nel pritanèo, onore concesso alle personalità più illustri di Atene; dopodiché, considera le altre opzioni: il carcere e l'esilio. Se non considera giusto essere carcerato e ridotto in schiavitù, assai meno probabile e onorevole gli sembra l'esilio: se è stato condannato dal popolo che ama, chi mai potrà accoglierlo, lui e il suo filosofare? Anche perché egli non può smettere di farlo: per obbedienza al dio, come per convinzione personale:
(38A)
Suggerisce allora una pena di una mina d'argento (una cifra ridicola; si consideri che una mina valeva cento dracme, ed una medimma di grano – circa 40 chili – costava 3 dracme) poiché è tutto quel che possiede, salvo poi – sotto pressione e grazie al prestito degli amici Platone, Critobulo, Critone e Apollodoro – riuscire ad elevare la somma a trenta mine. I giudici ateniesi si trovarono a scegliere se accettare la pena proposta o condannare a morte Socrate, ma, sia perché effettivamente la multa non era comunque molto elevata, sia perché erano ormai rimasti offesi dalle proposte di alloggio nel pritaneo e di multarsi di una mina, il verdetto rimane quasi unanime: secondo Diogene Laerzio (II, 42) vi fu uno scarto di altri 80 voti rispetto a quelli con cui fu condannato, pertanto 140 a favore e 360 contro. Platone non ci narra di scrutini o risultati delle votazioni, giacché la sua attenzione è concentrata unicamente su Socrate e il suo pensiero, e sebbene questi dettagli avrebbero avuto grande spessore in un'opera letteraria, ne avrebbero distolto l'attenzione.

### L'ultimo intervento di Socrate
Nel suo ultimo intervento Socrate fa notare le conseguenze del verdetto ai giudici a lui avversi: egli, già molto avanti negli anni, sarebbe morto da sé entro poco tempo. Con la condanna a morte, gli ateniesi avranno fama di aver ucciso Socrate, uomo sapiente, anche se sapiente non era. Socrate sa che sarà considerato un martire dai suoi amici, e che molti ne seguiranno le orme: se prima era uno, a punzecchiare i potenti di Atene, ora si moltiplicheranno; il solo modo che i potenti avessero di contrastare questi "tafani", come li chiamerà Socrate, sarebbe stato adoperarsi a conseguire la virtù, come ha fatto Socrate: egli non solo non ha implorato pietà, ma non ha neppure usato belle parole, falsi argomenti e citazioni – proprie dei sofisti – per ingannare i giudici: egli si è rimesso al loro giudizio per quel che è.
Ai giudici che votarono in suo favore – è significativo notare che solo adesso usa il termine "giudici", riferito a coloro i quali lo vollero assolvere: prima dei verdetti negativi, usò sempre le parole "cittadini di Atene" – egli rivolge ancora qualche parola: Né quando uscì di casa per recarsi al tribunale, né durante tutta la sua difesa, il daimon gli impedì di parlare, come era suo solito quando Socrate errava: egli stava agendo nel giusto, pertanto il destino gli apporterà dei beni: ma quali beni può portare una condanna a morte? In questo caso, la morte dovrà giocoforza essere un piacevole sonno, profondo e senza sogni o un ritrovarsi nell'Ade con i più grandi eroi dell'antichità; Socrate non si smentisce, pensando al piacere che proverà in questo caso a esaminarli uno per uno, per scoprire chi sia sapiente e chi non lo sia.
Con queste sue ultime parole, Socrate ricorda ai giudici che ad un uomo per bene non è possibile che accadano dei mali, e li esorta ad interrogare i propri figli come avrebbe fatto lui, per avvicinarli alla virtù.

## Traduzioni
- Sebastiano Erizzo, In Vinegia : presso Giouanni Varisco, e Compagni, 1574.
- Bartolommeo Priero, Torino, Pomba, 1843.
- Basilio Puoti, Napoli, Nobile, 1844; Napoli, Chiurazzi, 1924.
- Francesco Acri, 18??; II ed. riveduta, Milano, Libreria Editrice Milanese, 1913; Introduzione e commento di Augusto Guzzo, Firenze, Vallecchi, 1925-1951; Palermo, Ferro, 1946; a cura di Carlo Carena, Torino, Einaudi, 1970-2025; Roma, OMBand Digital Editions, 2022; a cura di Salvatore Primiceri, Rimini, Libri dell'Arco, 2023.
- Eugenio Ferrai, Torino, Loescher, 1885; Torino, Chiantore, 1921-1946.
- Ruggero Bonghi, Torino, Fratelli Bocca, 1901.
- Angelo De Fabrizio, Milano, Sonzogno, 1912-1929; Introduzione di Luciano Canfora, Palermo, Sellerio, 1994; Borzano, SeaR Edizioni, 1994.
- Emidio Martini, Torino, Paravia, 1926; Santarcangelo di Romagna, Rusconi, 2008. Internet Archive.
- Giuseppe Modugno, in: Le Opere, vol. I, Aquila, Vecchioni, 1926.
- Manara Valgimigli, Bari, Laterza, 1929.
- Luigi Pagliano, Torino, SEI, 1929-1966.
- Giuseppe Lombardo, Firenze, La Nuova Italia, 1935.
- Manlio Faggella, Napoli, Rondinella, 1935.
- Salvatore Russo, Modena, Società tipografica modenese, 1937.
- Antonio Cantele, Milano, Signorelli, 1939.
- Enrico Turolla, in Processo e morte di Socrate, Collana BUR nn.58-59, Milano, Rizzoli, settembre 1949.
- Paolo Rotta, Brescia, La Scuola, 1951.
- Temistocle Celotti, Edizioni Andò, 1952.
- Francesco Ballotto, Treviso, Libreria Editrice Canova, 1957.
- Vito Stazzone, Brescia, La Scuola, 1959; Prefazione di Roberto Radice, Brescia, Scholé, 2022.
- Nino Marziano, Introduzione di Ezio Savino, Collana I grandi libri, Milano, Garzanti, 1975.
- Ezio Savino, Collana Oscar, Milano, Mondadori, 1987-2025; Mondolibri, 2011; Milano, Centuria, 2015.
- Ignazio Concordia, Palermo, Edicooper, 1989.
- Giovanni Reale, in: Tutti gli scritti, Milano, Rusconi, settembre 1991, 1999; Milano, Bompiani, 2000-2025.
- Maria Michela Sassi, Collana BUR, Milano, Rizzoli, 1993; Milano, Fabbri Editori, 1994.
- Elisa Avezzù, Venezia, Marsilio, 1993.
- Angela Cerinotti, Bussolengo, Demetra, 1993; Giunti Demetra, 2006; Introduzione di Martino Menghi, Firenze, Giunti-Barbèra, 2021-2025.
- Paolo Scaglietti, Milano, La Vita Felice, 1994.
- Sabrina Ceccarelli, Torriana, Orsa Maggiore, 1995; Collana Ennesima, Rimini, Guaraldi, 1995.
- Gino Giardini, Roma, Newton Compton, 1997.
- Francesca Pianosi, Introduzione di Alessandro Battistella, La Ginestra, 2002.
- Angelica Taglia, Torino, Einaudi, 2010.
- Simonetta Nannini, Santarcangelo di Romagna, Rusconi, 2015; Foschi, 2016; Siena, Liberamente, 2017; Roma, Theoria, 2024.
- Davide Susanetti, Collana UEF. I Classici, Milano, Feltrinelli, 2019.

## Trasposizioni cinematografiche
- Processo e morte di Socrate, regia di Corrado D'Errico (1939)
- Socrate, regia di Roberto Rossellini (1971) - La pellicola, che narra tutte le maggiori tappe del filosofo, trae spunti dai maggiori dialoghi di Platone, quali l'Apologia.